# Nyctemera macklottsi
Nyctemera macklottsi là một loài bướm đêm thuộc phân họ Arctiinae, họ Erebidae.